# Врангель, Фердинанд Фердинандович
Барон Фердинанд Фердинандович (Фердинанд-Фридрих-Георг-Людвиг) Врангель (16 (28) февраля 1844, Санкт-Петербург, Российская империя — 3 декабря 1919 Аскона, Швейцария) — русский моряк, географ, гидрограф, метеоролог, историк.

## Происхождение
Родился 16 (28) февраля 1844 года в Санкт-Петербурге. Сын известного мореплавателя, барона Фердинанда Петровича Врангеля.

## Биография
- В 1848—1855 гг. жил в имении отца на мызе Руйль (нем. Ruil, эст. Roela, ныне посёлок Виру-Яагупи) в Эстляндской губернии, учился в частной школе, гимназии Ревеля.
- В 1857 г. стал воспитанником Морского кадетского корпуса.
- В 1858 г. совершил своё первое плавание — из Кронштадта в Данию и Францию на пароходофрегате «Камчатка».
- В 1859 г. плавал в Средиземное море на фрегате «Светлана».
- В феврале 1860 г. в Виллафранке был переведен на линейный корабль «Гангут» и произведен в гардемарины. После возвращения в Кронштадт в октябре 1860 г. Врангель был назначен на фрегат «Олег» (командир — капитан 2 ранга Н. Н. Андреев), на котором вновь совершил плавание в Средиземное море.
- 10 сентября 1862 г. был произведен в мичманы и, по настоянию отца, до весны 1865 г. слушал лекции в Императорском Юрьевском университете.
- 4 апреля 1865 г. Врангель был произведен в лейтенанты, а через месяц назначен вахтенным начальником на фрегат «Пересвет». В июле 1865 г. корабль отправился в Средиземное море. По распоряжению Морского ученого комитета на фрегате находился преподаватель Училища правоведения Э. Х. Шнейдер для испытания своего «электрического лота» в Средиземном море (первые испытания лота Шнейдера проводились в 1861 г. на Ладожском озере с борта парохода «Ладога»).
- В начале ноября 1865 г. Фердинанд выполнил первые испытания лота Шнейдера на переходе от Мальты до Пирея: вблизи о. Цериго он измерил глубины в 663 и 661 саженей. В рапорте о проведенных опытах Врангель сделал некоторые замечания по устройству разных частей «электрического лота» и сообщил о преимуществах нового способа измерения глубин.
- В октябре 1866 г. фрегат «Пересвет» возвратился в Кронштадт, и Врангель был зачислен вольнослушателем на механическое отделение Академического курса морских наук. Осенью 1867 г. по болезни он вынужден был прервать учёбу.
- В 1868—1870 гг. он учился в Николаевской морской академии на гидрографическом отделении.
- с 12.12.1870 года был женат на Аделине Минне Монтаги (1850, Брюссель — 1934, Швейцария).
- В начале 1872 г. он защитил диссертацию на тему «Об измерении океанских глубин» (опубликована в том же году) и в марте был отправлен в 1868 году за границу, где изучал организацию гидрологических и метеорологических наблюдений в Англии, Голландии, Германии и Соединенных Штатах.
- В 1873 г. Врангель был назначен производителем гидрографических работ Кавказской съёмки Чёрного моря, где он намеревался организовать физические исследования. В августе 1873 года командирован на Венский метеорологический конгресс. На конгрессе Врангель участвовал в работе трех комиссий (морской, по телеграфии и по организации), познакомился с видными европейскими учеными, приобрел новейшие гидрологические и метеорологические приборы.
- Осенью 1873 г. Врангель приступил к физическим исследованиям Чёрного и Азовского морей. Он совершил трехнедельное плавание на транспорте «Ингул» вдоль побережья моря от Одессы до Таганрогского залива и по кавказскому берегу до Сухум-Кале.
- В 1875 г. — произведен в капитан-лейтенанты, продолжал свои исследования.
- В 1876 году он находился в командировке в Лондоне (на выставке научных приборов).
- В 1877—1878 гг. — во время русско-турецкой войны состоял флаг-офицером при начальнике обороны города Очакова.
- В 1879—1883 гг. — воспитатель герцога Михаила Георгиевича Мекленбург-Стрелицкого.
- В 1885—1888 гг. — преподаватель, профессор Морской Академии по кафедре гидрологии и метеорологии. Входил в состав комиссии Академии наук по снаряжению экспедиции Э. В. Толля.
- В 1890 г. Врангель принимал участие в первом этапе Черноморской глубомерной экспедиции, организованной по инициативе Русского географического общества. Руководил глубоководными исследованиями в Чёрном море заведующий метеорологическим отделением Главного гидрографического управления Морского министерства подполковник И. Б. Шпиндлер (впоследствии генерал-майор). На канонерской лодке «Черноморец» (командир — капитан 2-го ранга А. И. Смирнов) Врангель прошел по маршруту Одесса — Севастополь — Константинополь — Феодосия — Севастополь — Сухум-Кале — Батум — Севастополь. В последнем рейсе «Черноморец» пошел в юго-западную часть Чёрного моря, оттуда — к Варне и, наконец, вернулся в Одессу. В общей сложности экспедиция продолжалась 26 дней, в течение которых «Черноморец» прошел около 2500 миль.
- 11 января 1892 г. Совет Русского географического общества наградил Врангеля малой золотой медалью за исследования в Чёрном море.
- В 1883—1892 гг. — инспектор, а в 1892—1896 гг. — директор Императорского Александровского лицея.
- с 30.12.1891 г. — действительный статский советник[3].

Фердинанд Фердинандович Врангель был близким другом и биографом С. О. Макарова. Написанная им двухтомная биография Макарова, изданная Главным морским штабом в 1911—1913 гг., является по обилию фактического материала наиболее капитальным из трудов о Макарове.
Заслуги Врангеля отмечены орденами Святого Станислава 1-й и 2-й степеней, Святого Владимира 3-й степени, Святой Анны 3-й степени.
В 1896 году по болезни Врангель был уволен, уехал в Швейцарию и до последних дней жил в Асконе; умер 3 декабря 1919 года. Похоронен на местном кладбище.

## Труды
Редактировал «Записки по гидрографии», где поместил большое число статей по гидрологии и метеорологии, и изданную главным гидрографическим управлением лоцию: «Руководство для плавания из Кронштадта во Владивосток и обратно» (12 томов). Первый выпуск этого издания и общие главы остальных выпусков написаны Врангелем. В «Морском Сборнике» за 1911 и 1912 г. появилось составленное Врангелем жизнеописание адмирала С. О. Макарова.
Основные труды:
- «Об измерениях больших глубин» («Морской Сборник», 1866, 1872, 1876);
- «Физические исследования в Чёрном и Азовском морях» (там же, 1875);
- «Новороссийская бора и её теория» (1875);
- «Об исследованиях течений в Чёрном море» (1879);
- «Новый способ определения расстояний в море» («Морской Сборник», 1883);
- «Черноморская глубомерная экспедиция 1890 г.» («Известия Р. И. Г. общества»).
- «В обновленной России: Впечатления, встречи, мысли.» — Спб.: тип. Уль, 1908. — IV, 110 с.
- «Памяти вице-адмирала Виктора Ивановича Зарудного.»-МС, 1898, т. 284, № 2, с. 115—123 (паг. 4-я).
- «Граф Федор Петрович Литке. 17 сент. 1797 г. — 8 авг. 1882 г.» : [Чит. в торжеств. собр. Имп. Рус. геогр. о-ва 17 сент. 1897 г.]

## Память
В честь Фердинанда Фердинандовича Врангеля назван мыс Врангеля (Карское море, полуостров Таймыр, мыс обследован в 1901 году участниками Русской полярной экспедиции, тогда же было присвоено название).